# Fédération nationale André Maginot
La Fédération nationale André-Maginot est une association à but non lucratif française et reconnue d'utilité publique par décret du 23 mai 1933. Elle œuvre dans l'entraide au profit des membres des familles des anciens combattants et au souvenir de ces derniers.

## Historique
Créée en 1888 à Marseille par des anciens combattants, à l'issue de la guerre 1870-1871 et des expéditions coloniales, elle se constitue tout d'abord en Union fraternelle. Elle devient la Fédération nationale des anciens militaires blessés, gratifiés de réformés no 1, le 6 novembre 1894. Son siège social est transféré à Paris, où elle tient son premier congrès national à la mairie du 10e arrondissement, en 1911. Le premier Bulletin de la Fédération paraît la même année.
C'est en octobre 1918, qu'André Maginot, ministre des Colonies et de l'Afrique du Nord, ancien combattant et blessé de guerre, en devient le président et le restera jusqu'à son décès en janvier 1932.
En 1933, l’association change d’appellation et devient la Fédération nationale des mutilés, victimes de guerre et anciens combattants. Puis elle sera reconnue d’utilité publique le 23 mai 1933. En 1926, le bulletin change également de nom et devient La Charte.
Puis, en 1953, elle ajoute à son appellation la mention André Maginot et devient en 1961 la Fédération nationale André Maginot dite « FNAM ».
Elle compte 180 000 adhérents. Son siège social se situe dans le 5e arrondissement de Paris.
La FNAM possède également une maison de retraite EHPAD en Sologne.  Elle est actionnaire de la Française des jeux (FDJ).

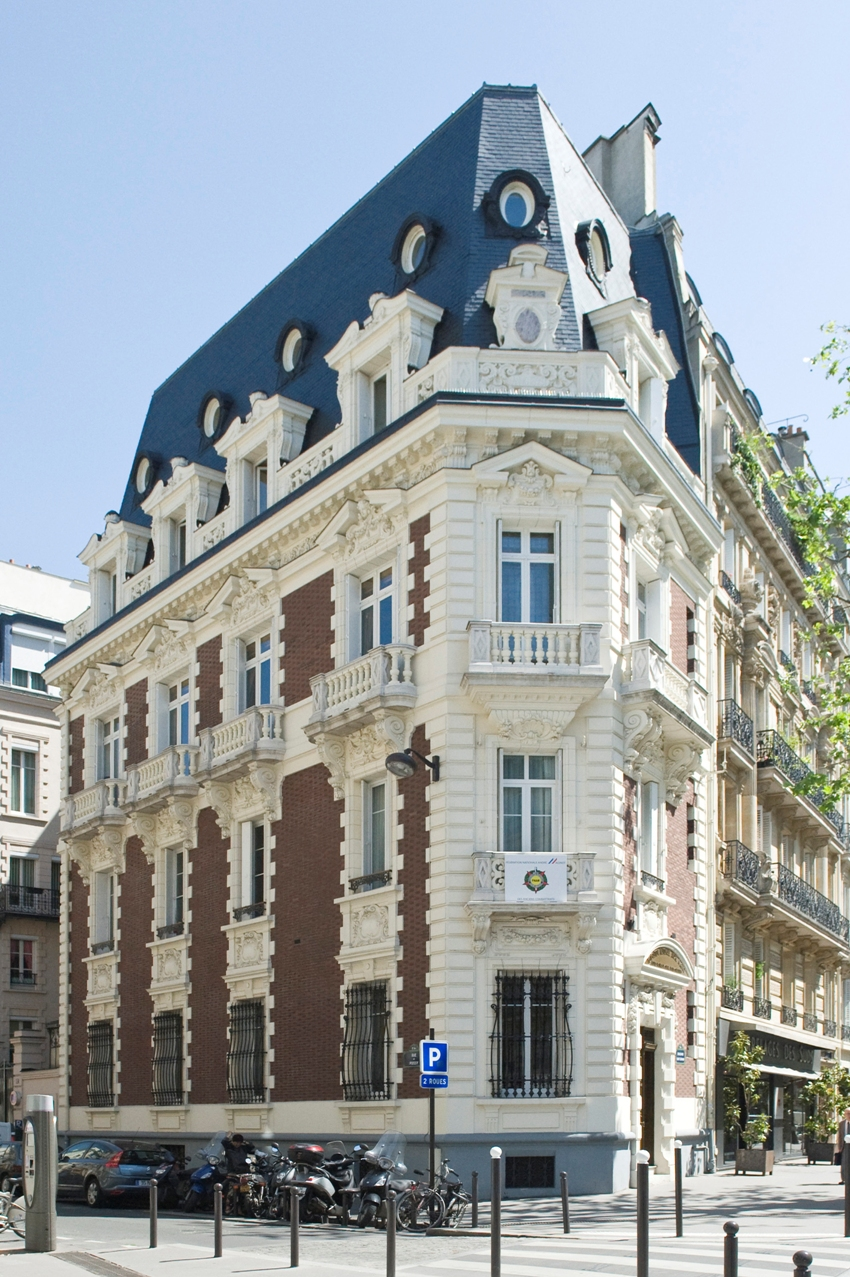
Siège social de la FNAM, à l'angle du boulevard Saint-Germain (no 24 bis) et de la rue de Poissy à Paris

## Ses buts
La FNAM poursuit trois buts principaux :
- la solidarité envers les anciens combattants de toutes les générations, en les aidant à faire respecter leurs droits,
- le social et l'humanitaire, en aidant ses adhérents en difficulté et en participant aux grandes causes médicales nationales (Alzheimer, etc.),
- la préservation de la mémoire en aidant les établissements scolaires à se rendre sur de hauts lieux historiques.

Dans le cadre de la préservation de la mémoire, la FNAM participe aux grandes cérémonies commémoratives : 8 mai, 8 juin, 14 juillet, 11 novembre, 5 décembre, etc. Elle a aussi créé un Prix de la Mémoire et du Civisme André Maginot, par lequel elle récompense des établissements scolaires ou des élèves, à la suite de leurs déplacements sur les lieux historiques qu'elle a financés et à leurs comptes rendus de voyage. Cette remise a lieu à l'Hôtel de Ville de Paris.

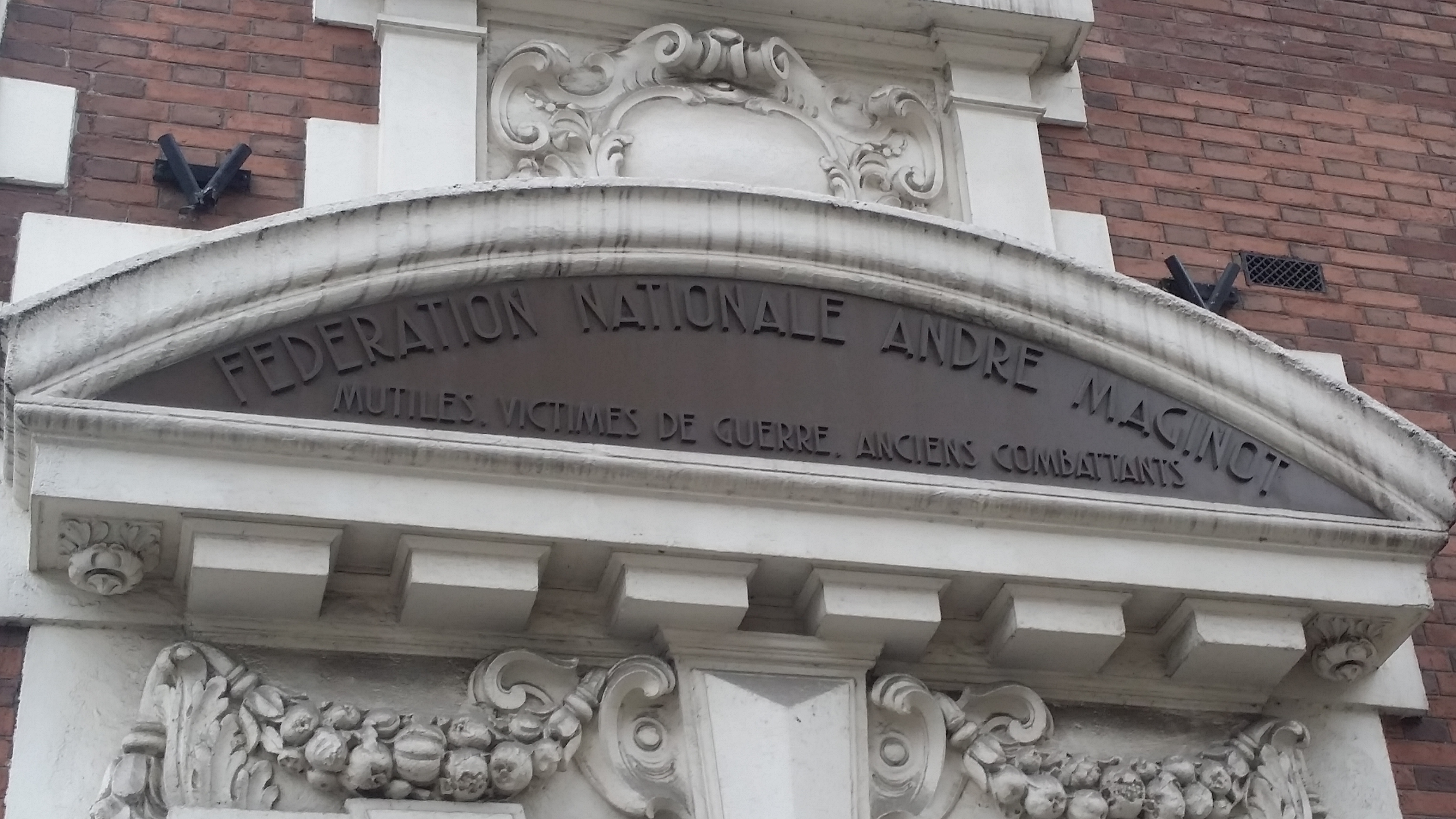
Frontispice de la Fédération André Maginot, 24bis boulevard Saint-Germain, Paris 5e

## Revue
La Fédération édite une revue appelée La Charte depuis 1929.
La Charte paraît tous les trois mois (parution trimestrielle : 4 numéros par an) et est distribuée gratuitement aux adhérents de la FNAM, ainsi qu'aux organismes de tutelle (ministère de la Défense, ONAC, préfectures, etc.).
Elle a vocation à servir de lien entre ses adhérents par la publication d'articles historiques et de témoignages sur les conflits dans lesquels la France a été engagée. Ces articles sont rédigés par des historiens, des étudiants spécialisés en histoire, des passionnés ou par les adhérents.
Les différents groupements d'anciens combattants, affiliés à la FNAM, y publient une fois par an le compte rendu de leur assemblée générale.
Des annonces de recherche d'anciens camarades, des photos d'époque, des expositions et des ouvrages spécifiques au monde combattant font également partie du contenu de la revue.
La parution d'articles et d'ouvrages dans La Charte est soumise à l'approbation d'une commission, appelée Commission de La Charte. Cette dernière comprend les membres du comité de direction de la FNAM, le rédacteur en chef et cinq administrateurs de la FNAM. Elle se réunit tous les deux mois, afin d'étudier les articles, les témoignages et les ouvrages proposés et de décider de leur parution.